# La casa nel tempo
Série Le case maledette
La dolce casa degli orrori
(2000)
Pour plus de détails, voir Fiche technique et Distribution.
La casa nel tempo est un téléfilm fantastique d'horreur italien tourné en 1989 par Lucio Fulci, non diffusé, et finalement sorti en 2000 directement en vidéo.

## Synopsis
Un gang de trois voyous décide de cambrioler une villa où vivent deux personnes âgées et un jardinier. Malheureusement pour eux, les locataires sont des fous qui gardent les cadavres de leurs deux petits-enfants cachés dans la chapelle familiale, et qui ont tué la gouvernante qui les avait découverts.
Lorsque le gang fait irruption dans la maison, un carnage se déclenche dont les trois voyous sortent indemnes ; pendant la nuit, cependant, les montres du propriétaire décédé se mettent à remonter dans le temps, jusqu'à ce que le défunt ressuscite assoiffé de vengeance et que les voyous soient impliqués dans une situation cauchemardesque dont il sera impossible d'échapper.

## Fiche technique
Sauf indication contraire, les informations mentionnées dans cette section peuvent être confirmées par la base de données cinématographiques IMDb,  présente dans la section « Liens externes ».
- Titre original : La casa nel tempo
- Réalisateur : Lucio Fulci
- Scénario : Lucio Fulci, Gianfranco Clerici, Daniele Stroppa
- Photographie : Sebastiano Celeste (it)
- Montage : Alberto Moriani (it)
- Décors : Elio Micheli
- Musique : Vince Tempera
- Costumes : Valentina Di Palma
- Effets spéciaux : Giuseppe Ferranti
- Producteur : Renato Camarda, Renato Fiè, Massimo Manasse, Marco Grillo Spina
- Sociétés de production : Reteitalia, Dania Film
- Pays de production :  Italie
- Langue de tournage : italien
- Format : Couleurs - 1,85:1 - Son mono - 35 mm
- Durée : 84 minutes
- Genre : Horreur fantastique
- Date de sortie :
  - Italie : 2000
- Interdit aux moins 12 ans

## Distribution
- Keith Van Hoven : Tony
- Karina Huff (it) : Sandra
- Paolo Paoloni : Vittorio Corsini
- Bettine Milne : Sara Corsini
- Peter Hintz : Paul
- Al Cliver : Piero
- Carla Cassola : Maria
- Paolo Bernardi (it) : Le neveu
- Francesca De Rose : La nièce
- Massimo Sarchielli (it) : Le magasinier

## Production
La casa nel tempo est le premier d'une série de téléfilms intitulée Le case maledette. Produite par Luciano Martino, la série devait à l'origine comporter six épisodes réalisés par trois réalisateurs de gialli italiens, Fulci, Umberto Lenzi et Lamberto Bava. Du fait d'autres engagements, Bava renonce au projet. Il est remplacé par Marcello Avallone qui abandonne bientôt lui aussi, ce qui fait que seuls quatre films verront le jour. Fulci réalisera La casa nel tempo et La dolce casa degli orrori tandis que Lenzi réalisera La casa del sortilegio et La casa delle anime erranti.
Le tournage de La casa nel tempo s'est déroulé du 31 janvier au 25 février 1989 dans une villa de Torgiano en Ombrie.

## Diffusion
Comme les autres téléfilms de la série Le case maledette, La casa nel tempo devait être diffusé en Italie par Reteitalia, l'ex-filiale de Mediaset. Mais la chaîne a renoncé à la diffusion, sous prétexte que le contenu était trop violent. Les droits de diffusion ont alors été vendus internationalement. Les téléfilms ne sont sortis en Italie en vidéocassette qu'en 2000, en version totalement non censurée, grâce à l'effort du magazine Nocturno Cinema. Ils ont été diffusés sur la télévision italienne par satellite Zone Fantasy (it) en 2006. Un DVD du film sous le nom Die Uhr des Grauens est sorti en Allemagne en version censurée et en Autriche en version non censurée chez MIB le 13 octobre 2002, un autre sous le nom The House of Clocks est sorti le 27 août 2002 aux États-Unis chez Shriek Show et au Royaume-Uni chez Vipco le 8 mars 2004.